# Septakkord
Ein Septakkord, auch Septimenakkord ist ein Vierklang. Zum Dreiklang aus Grundton, Terz- und Quintstufe der jeweiligen diatonischen Tonleiter tritt die Septstufe als Erweiterung um ein weiteres Terzintervall hinzu. Septakkorde gelten in der traditionellen Harmonik als dissonant und auflösungsbedürftig. Erst ab dem späteren 19. Jahrhundert (ca. letztes Drittel der Epoche) entwickelte sich der Septakkord allmählich zu einem Akkordtyp, der nicht mehr unbedingt einer Auflösung bedurfte. In der Jazzharmonik spielt der Septakkord in all seinen Formen eine zentrale Rolle und löst den Dreiklang als harmonisches „Basismaterial“ ab.
Dominantseptakkorde tauchen in Form von Durchgängen und Vorhalten erstmals etwa um 1600, also in der Musik der späten Renaissance auf. Als Akkorde mit eigener harmonischer Funktion finden sie sich erst bei Komponisten des Hochbarock.

## Bildung und Arten von Septakkorden
Mit den oben genannten Bezeichnungen Grundton, Terz, Quinte und Septime sind die Tonstufen der zugrundeliegenden diatonischen Tonleiter gemeint. Man kann die Septakkorde aber auch als „Schichtung“ von drei Terz-Intervallen übereinander beschreiben; die Arten von Septakkorden unterscheiden sich dann in der Verwendung von kleinen und großen Terzen. Die folgende Tabelle nennt die Namen der verschiedenen Septakkorde, welche Dreiklänge ihnen zugrunde liegen, welche Septime hinzugefügt ist, wie sie beispielhaft vom Ton c aus gebildet werden, wie sie als Akkordsymbole notiert werden und auf welchen Stufen der folgenden Tonleitern sie vorkommen: Dur, natürliches/äolisches Moll, harmonisches Moll, melodisches Moll aufwärts (abwärts ist das melodische Moll mit dem natürlichen identisch):
| Name                              | Dreiklang  | +Septime   | Beispiel       | Akkordsymbol (Jazzharmonik) | Dur         | nat. Moll | harm. Moll | mel. Moll aufwärts |
| --------------------------------- | ---------- | ---------- | -------------- | --------------------------- | ----------- | --------- | ---------- | ------------------ |
| Dominantseptakkord                | Dur        | klein      | c–e–g–b        | C7                          | V           | VII       | V          | IV, V              |
| Großer Septakkord                 | Dur        | groß       | c–e–g–h        | Cmaj7, CΔ, C7+              | I, IV       | III, VI   | VI         | –                  |
| Mollseptakkord                    | Moll       | klein      | c–es–g–b       | Cm7                         | II, III, VI | I, IV, V  | IV         | II                 |
| Mollseptakkord mit großer Septime | Moll       | groß       | c–es–g–h       | Cmmaj7, CmΔ, Cm7+           | –           | –         | I          | I                  |
| Halbverminderter Septakkord       | vermindert | klein      | c–es–ges–b     | Cmø, Cm7♭5, Cm5-/7          | VII         | II        | II         | VI, VII            |
| Verminderter Septakkord*          | vermindert | vermindert | c–es–ges–heses | C°7, Cdim7, Cv7             | –           | –         | VII        | –                  |
| Übermäßiger Septakkord            | übermäßig  | groß       | c–e–gis–h      | C+7, Caug7, C5+/7+          | –           | –         | III        | III                |

* auch: „Ganzverminderter Septakkord“ oder „Vollverminderter Septakkord“

## Umkehrungen von Septakkorden
Septakkorde können in der Grundstellung (mit drei Terzen) und in drei Umkehrungen (mit 2 Terzen und einer Sekunde) auftreten:
- Grundstellung – Septakkord
- 1. Umkehrung – Quintsextakkord
- 2. Umkehrung – Terzquartakkord
- 3. Umkehrung – Sekundakkord

Die Akkordbezeichnungen stammen aus dem Generalbass und leiten sich aus dessen Intervallschichtung über dem tiefsten Akkordton her.

## Dominantische Septakkorde

### Dominantseptakkord

#### Funktion

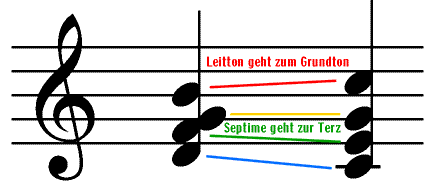
Beispiel für die Auflösung eines Dominantseptakkords (in Terzquartform) in eine Tonika

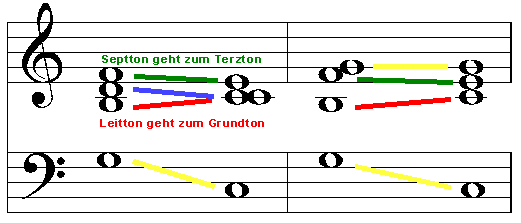
Beispiel für beide Auflösungen eines Dominantseptakkords im vierstimmigen Satz
reine Stimmung Datei:Dominantseptakkord.ogg
gleichstufige Stimmung Datei:Dominantseptakkord gleichstufig.ogg

Der Dominantseptakkord wird meist, aber nicht immer als Dominante gehört und gedeutet. In seltenen Ausnahmefällen kann er in anderer Funktion erscheinen, so z. B. (als leitereigener Akkord) auf der IV. Stufe der aufwärtsführenden melodischen Molltonleiter in subdominantischer Funktion.

#### Auflösung
Bei der Auflösung des Dominantseptakkordes haben zwei Töne eine eindeutige Tendenz: Der Terzton des Dominantseptakkordes ist gleichzeitig der Leitton (VII. Stufe der Tonleiter) und wird aufsteigend (kleine Sekunde oder Halbtonschritt) in den Grundton der I. Stufe (Tonika) aufgelöst; der Septton des Dominantseptakkords fällt als Gleitton (in Dur um eine kleine, in Moll um eine große Sekunde) in den Terzton der Tonika.
Wenn sich im vierstimmigen Satz der Grundton im Bass um eine Quarte aufwärts oder um eine Quinte abwärts zu jenem der Tonika bewegt, bleibt nur mehr der Quintton. Dieser fällt meistens zum Grundton der Tonika oder er steigt zum Terzton der Tonika. Somit ergibt die Auflösung eines vollständigen Dominantseptakkordes im vierstimmigen Satz einen unvollständigen Tonika-Dreiklang, bei dem der Quintton fehlt: Der Grundton ist entweder verdreifacht oder Grundton und Terzton sind verdoppelt.
Bei einem so genannten unvollständigen Dominantseptakkord ist der Grundton verdoppelt und dafür fehlt der am wenigsten charakteristische Ton, der Quintton. (Der Terzton ist entscheidend für die Dur-Moll-Charakteristik, der Septton macht den Akkord erst zum Septakkord. Das Fehlen der reinen Quinte hingegen fällt dem Ohr kaum auf). Dieser Akkord löst sich im vierstimmigen Satz in einen vollständigen Dreiklang mit Grundtonverdoppelung auf.

#### Verkürzter Dominantseptakkord
Im verkürzten Dominantseptakkord unterbleibt der Dominantgrundton. Statt eines Septakkordes erklingt also ein verminderter Dreiklang der VII. Stufe (im Notenbeispiel die Töne h, d, f, kein g). Seine Leittonspannung lässt ihn jedoch in dominantischer Funktion erscheinen.
Dieser Akkord war längst Tradition, bevor überhaupt vollständige Septimakkorde „salonfähig“ wurden. Daher muss seine Zurückführung auf den Dominantseptimakkord stets „cum grano salis“ verstanden werden: Es ist der Versuch, einen Akkord mit einem Vokabular rückwirkend zu „legitimieren“, das es noch gar nicht gab, als der Akkord längst in Gebrauch war – und dabei ist wesentlich, dass dieses Vokabular eine Perspektive impliziert, die ebenfalls dem ursprünglichen Gebrauch des Akkordes fremd ist.
Im vierstimmigen Satz der Renaissance und danach erscheint der „verkürzte Dominantseptimakkord“ vorwiegend (nicht immer!) als Sextakkord, d. h.: Die Terz des verminderten Dreiklangs liegt im Bass („erste Umkehrung“ des verminderten Dreiklangs, im Notenbeispiel der Ton d). Typischerweise (aber nicht immer) erscheint dieser Akkord, wenn in der Bassstimme der vorletzte Ton (Paenultima) der avisierten Tenorclausel liegt, zu welchem eine der Oberstimmen die Pänultima der Discantclausel – nämlich die Sexte des Basstones (den „Leitton“, im Notenbeispiel den Ton h) – bringt. Dieser Ton darf (in dieser Situation) nicht verdoppelt werden, weil er (als Leitton; auf Italienisch: „nota sensibile“) aufwärts strebt. Würden nämlich der Verdopplung wegen zwei Stimmen dieser Bestrebung folgen, so entstünde eine Oktavparallele. Um den Sextakkord zu vervollständigen, tritt als dritter Ton die konsonante Kleinterz des Basstones (im Notenbeispiel der Ton f) hinzu: So handelt es sich um einen konsonanten Akkord. Zwar handelt es sich bei dieser Terz zum Basston aus Sicht der Funktionstheorie um die „Septim“ des Dominantgrundtones, doch ist der Dominantgrundton in diesem Klang gar nicht vorhanden. Weder „fehlt“ er noch wurde er „weggelassen“: Denn, wie schon erwähnt, kann dieser Klang eine deutlich längere Tradition vorweisen als vollständige Septimakkorde. (Es ist also wenig plausibel, diesen Klang durch Zurückführung auf Septimakkorde zu erklären. Zu seinem stilgerechten Verständnis sollte also nicht auf das Fehlen des Dominantgrundtones (im Notenbeispiel g) abgehoben werden.) Die Terz des Basstones kann, da sie weder ein dissonanter Ton ist noch ein Strebeton, sowohl aufwärts als auch abwärts geführt werden. Aus demselben Grunde kann sie auch verdoppelt werden und muss dann freilich in verschiedene Richtungen fortgeführt werden, was in der Literatur auch häufig anzutreffen ist. Freilich wird dabei – wie stets – auf die Vermeidung von Quintparallelen geachtet.
Will man nun der Funktionstheorie zu größerer Gültigkeit verhelfen, so kann man in diesem Klang einen dominantischen Klang erkennen, besteht er doch aus Tönen, die auch der Dominantseptimakkord enthält – allerdings lässt er ausgerechnet den Grundton „vermissen“. Immerhin erscheint er typischerweise an jener Stelle, an der die Funktionstheorie die Dominante loziert: Als vorletzter Klang der Klausbildung (Kadenz) unmittelbar vor der Tonika. So erklärt sich denn auch der Name „verkürzter Dominantseptimakkord“, der jedoch historisch gesehen ein Anachronismus ist.

### Halbverminderter Septakkord
Der halbverminderte Septakkord kommt leitereigen in Dur auf der VII. Stufe und in (natürlich und harmonisch) Moll auf der II. Stufe vor. Außerdem erscheint er bei der aufwärts führenden melodischen Moll-Tonleiter auf der VI. und VII. Stufe.
- In Dur wird er von der Funktionstheorie als ein um seinen Grundton verkürzter Dominantseptnonakkord der V. Stufe gesehen und hat als solcher dominantische Funktion.

- Der halbverminderte Septakkord auf der II. Stufe des natürlichen und harmonischen Moll hat subdominantische Funktion, da sein Tonvorrat – wenn auch in anderer Reihenfolge – mit dem auf der Subdominante errichteten Sixte-ajoutée-Akkord übereinstimmt. Er ist, als Teil der II-V-I-Verbindung in Moll, häufig im Jazz anzutreffen.

- Beim melodischen Moll (aufwärts) ergibt sich die leicht paradox anmutende Situation, dass der Septakkord auf der VI. Stufe zwar strukturell ein um seinen Grundton verkürzter Dominantseptnonakkord ist, seine Funktion jedoch wegen der IV. Stufe als Grundton des vollständigen Akkords die einer Subdominante ist. Unproblematisch ist dagegen die funktionale Deutung des Septakkords auf der VII. Stufe als verkürzter Dominantnonakord, der hier – im Unterschied zu vorhin – auch wirklich in dominantischer Funktion auftritt.

### Verminderter Septakkord
Der verminderte Septakkord besteht aus einem verminderten Dreiklang mit einer verminderten Septime. Dieser Akkord kann ebenfalls als ein um seinen Grundton verkürzter Dominantseptnonakkord aufgefasst werden und hat daher dominantische Funktion. Er tritt als leitereigener Akkord auf der VII. Stufe der harmonischen Molltonleiter auf.
Im Sinne der 12-Tonmusik, wo zwischen diatonischen und chromatischen Halbtönen nicht unterschieden wird, handelt es sich um einen Isointervallakkord, bei dem alle vorkommende Intervalle aus drei Halbtönen bestehen.
Auflösung des verminderten Septakkords

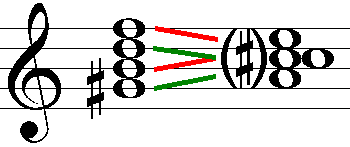
Stimmführung bei der Auflösung des verminderten Septakkords auf der VII. Stufe von a-Moll
Datei:Giscise acise.ogg

Im verminderten Septakkord wirken starke Spannungen aufgrund seiner Intervallbeschaffenheit. Das Rahmenintervall (verminderte Septim) tendiert mit beiden Tönen nach innen, ebenso die beiden verminderten Quinten. Dadurch ergibt sich bei einer Auflösung, die in ihrer Stimmführung alle Interspannungen berücksichtigt, die Verdoppelung des Terztones des Zieldreiklangs.
Vieldeutigkeit des verminderten Septakkords
Rheinberger bezeichnet den verminderten Septakkord als das „Chamäleon der Harmonielehre“. Er ist in sich absolut symmetrisch und seine Umkehrungen sind bei gleichstufiger Stimmung vom Aufbau und Klang her nicht von seiner Grundstellung zu unterscheiden. (Im Notenbild ändern sich bei Umkehrungen kleine Terzen in übermäßige Sekunden.) Dadurch kann jeder seiner Töne (ggf. nach entsprechender enharmonischer Verwechslung) als Leitton aufgefasst werden, so dass sich 4 tonartlich verschiedene Auflösungsmöglichkeiten dieses Akkords ergeben. Beispiel:
|
gleichstufige Stimmung:        reine Stimmung 
Charakteristische Beispiele für das Auftreten des verminderten Septakkords im 18. und frühen 19. Jahrhundert: „Barrabam!“ in Bachs Matthäus-Passion, Auftritt des Komturs im zweiten Finale von Mozarts Don Giovanni, Samiel-Motiv in Webers Freischütz.
Im Impressionismus verliert er (wie viele Akkorde) seine funktionsharmonische Bedeutung und wird häufig als Klangfarbenakkord oder für chromatische Rückungen (Parallelführungen) eingesetzt. Vereinzelt wurden chromatische Rückungen des verminderten Septakkords aber auch schon weit früher (z. B. in Bachs Chromatischer Fantasie BWV 903) verwendet.

## Tonsymbolik
Die ursprünglich (etwa im Barock) wichtige symbolische Bedeutung der Vierklänge (etwa des verminderten Septakkords als Ausdruck des Schrecklichen, Teuflischen, Dämonischen) geriet durch gehäufte Verwendung zunehmend in Vergessenheit und kam seit der Spätromantik nahezu abhanden.